# رالف أرنولد
رالف أرنولد (بالإنجليزية: Ralph Arnold)‏ هو رسام أمريكي، ولد في 5 ديسمبر 1928 في شيكاغو في الولايات المتحدة، وتوفي في 10 مايو 2006.